# Décső
Décső (szlovákul: Ďačov) község Szlovákiában, az Eperjesi kerület Kisszebeni járásában.

## Fekvése
Eperjestől 30 km-re, Kisszebentől 14 km-re északnyugatra fekszik.

## Nevének eredete
Neve valószínűleg az ősi magyar Géza személynév eredeti, Gyeücsa alakjából származik.

## Története
Décső nevét 1338-ban említette először oklevél „Deychehalma” néven. Később 1370-ben Posalaka, 1411-ben Posalaka, Gyechehalma néven írták.
Egykori birtokosai a Dessewffy, Tahy, Berzeviczy és Palocsay családok voltak.
A 18. század végén Vályi András így ír róla: „DÉCSI. vagy Decső, Dzakov. Tót falu Sáros Vármegyében, földes Ura Berzeviczy Uraság, lakosai katolikusok, és ó hitűek, fekszik Héthárshoz nem meszsze, ’s ennek filiája, erdeje nem minden szükségeihez képest elegendő, de határja jó, réttye kétszer kaszáltatik, legelője elég, és fuharozásra is lévén módgya, második Osztálybéli.”
Fényes Elek 1851-ben kiadott geográfiai szótárában így ír a faluról: „Decső (Daczow), Sáros v. tót-orosz falu, Héthárshoz 1/4 mfd., 246 római, 263 g. kath. lak. Kath. fil. temploma közös a gör. hitűekkel. Termékeny határ. Erdő. F. u. gr. Szirmay.”
A trianoni diktátum előtt Sáros vármegye Héthársi járásához tartozott.

## Népessége
| Év:            | 1994. | 2004.   | 2014.   | 2024.   |
| -------------- | ----- | ------- | ------- | ------- |
| Emberek száma: | 739   | 747     | 756     | 744     |
| Eltérés:       |       | +1,08 % | +1,20 % | -1,58 % |

| Év:            | 2023. | 2024.   |
| -------------- | ----- | ------- |
| Emberek száma: | 736   | 744     |
| Eltérés:       |       | +1,08 % |

1910-ben 433, túlnyomórészt szlovák lakosa volt.
2001-ben 753 szlovák lakosa volt.
2011-ben 752 lakosából 750 szlovák.

## Híres emberek
- Stima Ilona, Tartally Józsefné (Oros, 1890. október 28. – Nyíregyháza, 1980. augusztus 12.) író, költő. Az 1900-as évek elején egy ideig itt élt a településen.
- Itt született 1948. április 23-án Sergej Kopčák operaénekes.